# Scapania rotundifolia
Scapania rotundifolia là một loài rêu trong họ Scapaniaceae. Loài này được W.E. Nicholson mô tả khoa học đầu tiên năm 1930.